# Полянці (Болгарія)
Поля́нці (болг. Полянци) — село в Софійській області Болгарії. Входить до складу общини Іхтіман.

## Населення
За даними перепису населення 2011 року у селі проживала 191 особа, усі — болгари.
Розподіл населення за віком у 2011 році:
Динаміка населення: